# Meensen
Meensen ist ein Ortsteil der Gemeinde Scheden, die wiederum der Samtgemeinde Dransfeld im niedersächsischen Landkreis Göttingen angehört.

## Geographie
Im Naturpark Hann.Münden liegt bei Meensen die Burgruine Brackenburg (auch Ruine Brackenberg genannt) auf dem 461 Meter hohen Brackenberg und der 435 Meter hohe Steinberg. Mit einer Höhe von 375 über NN ist Meensen der höchstgelegene Ortsteil in der Gemeinde Scheden.
Bei Meensen entspringt die Dramme, ein linker bzw. westlicher Nebenfluss der Leine.
Die A 7 verläuft östlich in 6 km Entfernung.

## Geschichte
Die früheste Erwähnung fällt in das Jahr 990, als Manisi als Eigentum des Klosters Hilwartshausen genannt wird. Das Kloster vergab damals an die einzelnen Meiern in Meensen 4 Höfe mit einer Größe von je 120 Morgen, weiterhin erhielten verschiedene andere Ackerleute Besitzungen zwischen 60 und 30 Morgen. In späterer Zeit erwarb das adlige Geschlecht derer zu Stockhausen mehrere Güter im Ort. Ein wesentlicher Erwerbszweig war die Töpferei, da sich viele Töpfer und Gröpner in Meensen niedergelassen hatte. Meensen wurde zur Unterscheidung vom benachbarten, wüst gefallenen Vriemeensen auch Gropmeynsen genannt, was für Töpfersiedlung (Gröperort) steht. Der Verweis auf den einstigen Töpferstandort ist heute noch im Ortswappen zu sehen. Er zeigt unter anderem eine Grope, einen dreifüßigen Topf aus Ton oder Metall, kleiner als ein Kessel mit Henkeln oder Griffen. Zur Mitte des 13. Jahrhunderts wird ein adliges Geschlecht zu Meensen bekannt, so tritt 1246 Wedekind von Meynse als Zeuge in einer Urkunde über den Verkauf des Zehnten zu Holzhausen an das Kloster Hilwartshausen. 1260 und 1263 werden Bartholdus und Wedekindus de Meynse genannt, während 1433 nochmals ein Hans von Meynsen auftritt.
Meensen unterstand der Verwaltung des Amts Brackenberg und wurde mit diesem 1825 dem Amt Friedland zugelegt. 1852 bis 1855 gehörte es vorübergehend zum Amt Münden.
Am 1. Januar 1973 wurde Meensen in die Gemeinde Scheden eingegliedert.

### Religionen
Die Protestanten des Ortes gehören zur evangelisch-lutherischen Trinitatis-Kirchengemeinde Jühnde-Barlissen-Meensen.

## Sehenswürdigkeiten

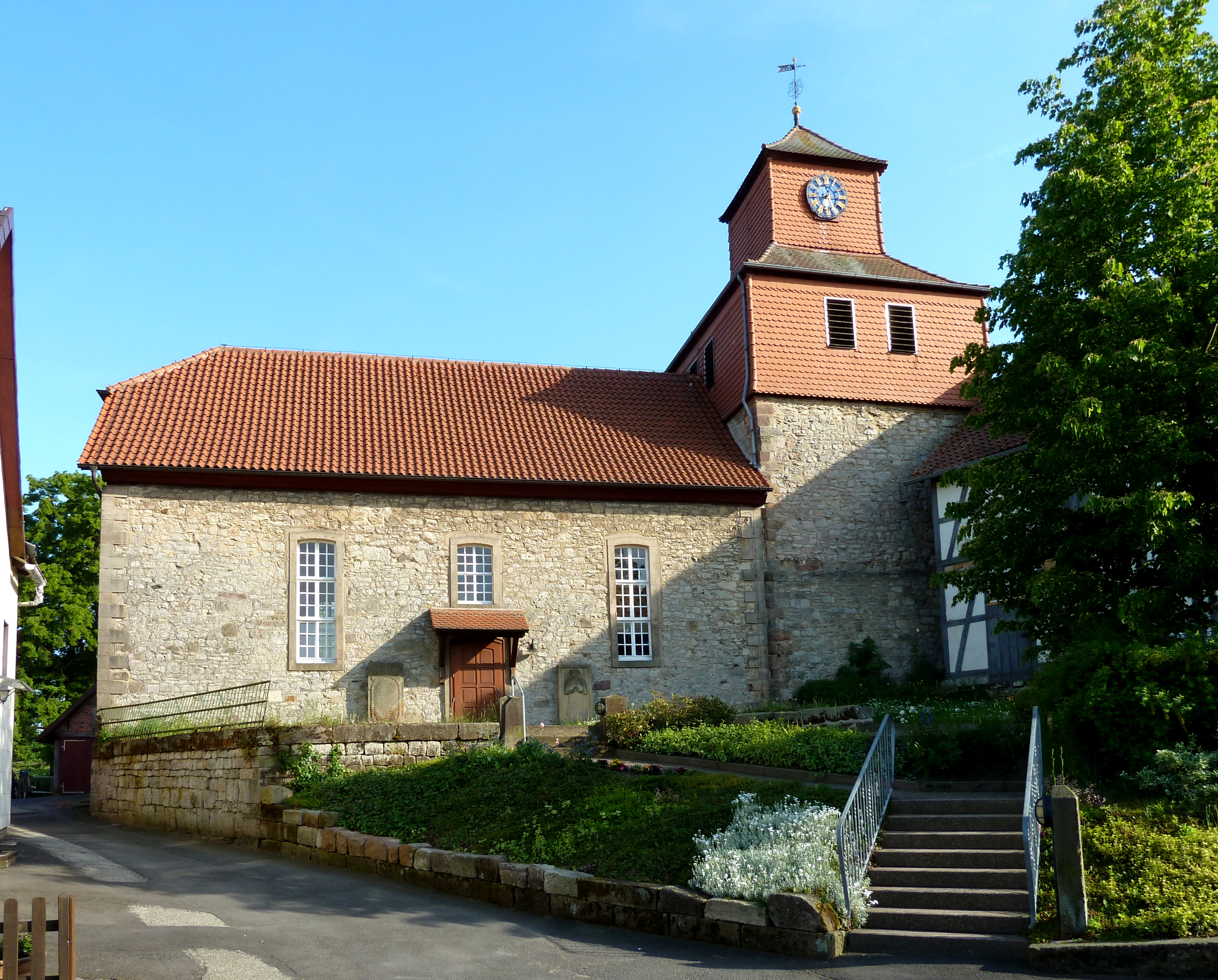
St.-Johannis-Kirche

- In der Liste der Baudenkmale in Scheden sind für Meensen zwölf Baudenkmale aufgeführt.
- Die evangelische Kirche St. Johannis der Täufer hat einen mittelalterlichen quadratischen Westturm und ein saalartiges Langhaus. Die Südseite des Baues aus Kalkbruchstein ist verputzt.[7]
- Außerdem gibt es die Ruine Vriemeensen, eine wüst gefallene Siedlung ca. 1,3 km südlich von Meensen.

## Persönlichkeiten
- Karl Stalmann (1877–1953), Generalsuperintendent und Mitglied des Landeskirchenamts der Evangelisch-lutherischen Landeskirche Hannovers, geboren in Meensen